# Oton, gospod Arkelski
Oton, gospod Arkelski ( ok. 1330 – 26. marec ali 1. april 1396  ) je bil gospod Arkelski od 6. maja 1360 do svoje smrti.

## Življenje
Bil je sin Janeza IV. in njegove žene Irmengarde Kleveške. Oton se je rodil kot drugi sin svojih staršev, po starejšem bratu Janezu, ki je umrl med turnirjem v Dordrechtu leta 1352. V času svojega vladanja je družinsko posest še razširil: ponovno je pridobil gospostvo Haastrecht, leta 1379 pa Liesveld.
Oton je postal svetovalec grofa Alberta Holandskega. Albert je zahteval grofijo Kleve, potem ko je Janez, zadnji grof kleveški umrl. Vendar je cesar dal Kleve Adolfu II. Markskemu. To je povzročilo trajno sovraštvo med hišama Arkel in Marck.
Leta 1382 je Oton podelil mestne privilegije Gorinchemu, Hagesteinu in Leerdamu. V naslednjih letih je Oton poskušal združiti grad Hagestein in vas Gasperde ter iz te kombinacije ustvariti novo mesto. Temu so nasprotovali gospodje Vianenski, ki so širili svoje ozemlje proti jugozahodu s priključitvijo Noordeloosa in Meerkerka. To je izoliralo nekaj dvorcev, ki so jih imeli Arkelski na tem območju. Tudi Gospodje Vianenski so stali na strani Trnkov. .

## Poroka in potomci
Oton se je leta 1360 v Deventerju poročil z Elizabeto Barsko (umrla 1410), hčerko in dedinjo Teobalda Barskega, Gospoda Pierrepontskega. Imela sta enega sina:
- Janez V. (1362-1428) je nasledil Otona kot gospod Arkelski.

Otonovi nezakonski sinovi:
- Hendrika iz Nyensteina
- Janez, nezakonski Arkelski (umrl 1405)
- Janez Ravesteinski